# Rebecca Manzoni
Pour les articles homonymes, voir Manzoni.
Rebecca Manzoni, née le 18 décembre 1972 à Villerupt, en Meurthe-et-Moselle, est une journaliste, chroniqueuse musicale et productrice de radio française.
Notamment rédactrice en chef de l'émission Metropolis sur Arte, elle est, depuis janvier 2024, présentatrice du Masque et la Plume.

## Biographie
Rebecca Manzoni est la fille d'un couple de professeurs. Ellle se dit inspirée par sa grand-mère, issue de l'immigration italienne des années 1930, qui "lisait le Canard enchaîné toutes les semaines, regardait les débats à l'Assemblée nationale tous les mercredis, et écoutait de l'opéra…".
Elle décide très tôt, après des études d'histoire et l'IUT de journalisme de Bordeaux, de faire de la radio et débute à RTL. En 1997, elle passe au Mouv' en animant une chronique autour de la bande dessinée. Son entrée à France Inter se fait grâce à Philippe Bertrand dans son émission estivale, C'est comme à la radio en 1999. L'été suivant, elle se voit confier sa première émission en tant que productrice, T'as pensé au parasol. À partir de la rentrée 2002, elle coproduit avec Frédéric Bonnaud une émission hebdomadaire sur le cinéma, Ouvrez l'œil et le bon.
En parallèle, elle travaille à la télévision comme chroniqueuse à Rive droite / Rive gauche de Thierry Ardisson, dans l'émission d'Anne Sinclair, Le Choc des cultures et dans celle de Bernard Rapp, Héros vinaigrette, à partir de septembre 2001.
En 2003, avec la fin du duo Bonnaud-Manzoni, elle se retrouve seule le samedi à 16 h pour une nouvelle émission cinéphile, Écoutez voir. En 2004, elle remplace Pascale Clark, qui quitte (provisoirement) France Inter pour RTL, et produit tous les jours de 9 h à 10 h un magazine culturel, Eclectik. Après deux ans, l'émission change de rythme : elle est déplacée au samedi, puis au dimanche, ce qui permet à la productrice de se consacrer un peu plus à la télévision. Après avoir participé aux Culturelles d'Isabelle Giordano et animé Ça ne va pas durer sur France 5, elle anime la nouvelle version de Metropolis sur Arte dont elle est rédactrice en chef de janvier 2007 à décembre 2011.
Pendant la saison 2013-2014, elle devient chroniqueuse musicale sur France Inter. Elle propose tous les vendredis une chronique dans Le 7/9 de France Inter intitulée Tubes & co. À la rentrée 2014, elle abandonne la présentation d'Eclectik et assure à 7 h 24 ses chroniques Pop & co (du lundi au jeudi) et Tubes & co (le vendredi). De la rentrée 2020 à juin 2022, elle abandonne ses chroniques musicales quotidiennes pour animer l'émission hebdomadaire Pop'n'co le samedi de 11 h à 12 h et continue uniquement sa chronique Tubes & co le vendredi matin. Depuis la rentrée 2022, elle anime l'émission quotidienne Totémic de 9 h 30 à 10 h de 2022 à 2023, puis tous les vendredis de 9 h à 10 h depuis la rentrée 2023.
Elle participe régulièrement à l'émission Le Cercle sur Canal+ Cinéma[Quand ?].
En 2017, elle assure la narration du documentaire Devenir médecin, diffusé sur France 2 et en 2021 de celui de Carnac : Sur les traces d’un royaume disparu (France 5).
Le 24 mai 2023, Adèle Van Reeth, directrice de France Inter, annonce que Rebecca Manzoni remplacera Jérôme Garcin à la présentation de l'émission Le Masque et la Plume à partir de janvier 2024 .

## Publications
- Music queens : une histoire du girl power et de la pop en chansons !, avec Émilie Valentin et Leslie Plée, Issy-les-Moulineaux, Arte éditions / Montrouge, Bayard graphic', 2023  (ISBN 978-2-227-50106-5) D'après la série éponyme diffusée sur Arte.